# Eois rubiada
Eois rubiada là một loài bướm đêm trong họ Geometridae.